# Mon-Staat
Koordinaten: 16° 10′ N, 97° 40′ O
Der Mon-Staat (birmanisch မွန်ပြည်နယ်, BGN/PCGN: munbyinè) ist eine der 15 Verwaltungseinheiten von Myanmar.

## Geografie
Der Mon-Staat liegt im Süden von Myanmar. Im Norden grenzt er an die Bago-Region, im Osten an den Kayin-Staat, im Süden an die Tanintharyi-Region und im Westen an das Andamanische Meer. Im Südosten existiert außerdem eine schmale Grenzlinie zur thailändischen Provinz Kanchanaburi am sogenannten Drei-Pagoden-Pass. Zum Mon-Staat gehören etwa 300 der Küste vorgelagerte Inseln.

## Bevölkerung
Die Mehrheit der Bevölkerung des Mon-Staats stellt das Volk der Mon. Daneben leben andere Minderheiten Birmas im Mon-Staat. 

## Gliederung
Der Mon-Staat gliedert sich in zwei Distrikte: Mawlamyine und Thaton.

## Geschichte
Die Mon gelten als die älteste im heutigen Birma lebende Volksgruppe. Schon vor 5000 Jahren wanderten die ersten aus dem heutigen westlichen China kommend nach Süden aus. Vor 2500 Jahren siedelten Mon in dem Gebiet des heutigen Bangkok an der Mündung des Mae Nam Chao Phraya (Chao-Phraya-Fluss), weiteten aber ihr Siedlungsgebiet in den darauffolgenden Jahrhunderten auf die Mündung des Irawadi aus.
Um das Jahr 825 gründeten die Mon die Städte Bago und Thaton. Bago wurde 1757 von den Birmanen unter König Alaungphaya vollständig zerstört. Die Stadt besaß seinerzeit etwa 150.000 Einwohner.
Das Gebiet des heutigen Mon-Staats wurde 1824 im zweiten birmanisch-britischen Krieg von der britischen Kolonialregierung annektiert und wurde Teil von Britisch-Indien. Während des Kriegs unterstützten die Mon die Briten gegen ihre Widersacher, die Birmanen, in der Hoffnung, ein eigenes Mon-Königreich zu bekommen. Nach dem Sieg der Briten wanderten Hunderttausende von Mon aus Thailand in das Gebiet des heutigen Mon-Staats aus.
Der Mon-Staat entstand 1974 aus dem nördlichen Teil der Tanintharyi-Division und aus Teilen der Bago-Division und der Irawadi-Division. Mit der Gründung versuchte die birmanische Regierung Druck aus den Autonomiebestrebungen der Mon zu nehmen. In den Jahren nach der Unabhängigkeit Birmas kam es immer wieder zu Unabhängigkeitsbestrebungen der Mon. So wurde 1949 die Mon Peoples Front von Mon-Separatisten gegründet, die einen bewaffneten Unabhängigkeitskampf gegen die Zentralregierung aufnahm.  1962, nach dem Sturz der demokratisch gewählten Regierung in Rangun durch die Militärregierung General Ne Wins, wurde die New Mon State Party mit ihrem bewaffneten Arm, der Mon National Liberation Army (MNLA), gegründet. Bis 1995 führte die MNLF einen bewaffneten Kampf gegen die Militärregierung. Seitdem hält sie sich an einen Waffenstillstand. Ein Vertrag mit der Zentralregierung regelt eine begrenzte Autonomie für die New Mon State Party in einigen Gebieten des Mon-Staats.

Das Siegel des Mon-Staats ist ein hintha (mystischer Schwan), das Symbol des Mon-Volks
Die Flagge der New Mon State Party